# Libertate de gândire
Libertatea de gândire (numită și libertatea de conștiință sau a ideilor) este libertatea unui individ de a considera un fapt, un punct de vedere sau idei, independent de punctele de vedere ale celorlalți.
 
Libertatea de gândire este diferită și nu trebuie confundată cu conceptul de libertate a cuvântului sau libertate de exprimare.

## Generalități
Orice persoană încearcă să dețină capacitatea cognitivă de a-și dezvolta cunoștințele, conceptele, teoriile și să le impună în mediul considerat. Noile cunoștințe și idei oferă, de asemenea, o speranță pentru viitor - o promisiune pentru o viitoare utilitate ca  ajutor pentru a stăpâni situații ulterioare.